# Langshütte
Die Langshütte war eine deutsche Glashütte in Ilmenau (Thüringen), die von 1900 bis 1968 bestand.
Sie befand sich am Grenzhammer im Südosten Ilmenaus.

## Geschichte
Die Langshütte wurde im Jahr 1900 von Julius Brückner gegründet. Er benannte sie nach seinem Schwiegersohn, Otto Lange, der sie später einmal übernehmen sollte. Sie produzierte technisches Hohlglas wie z. B. Thermometerkapillaren oder Leuchtröhren, aber auch Haushaltsglas wie etwa Nuckelflaschen. Auch wurden Glühlampen aus Bleiglas produziert. Eine Spezialität der Hütte waren verschiedene Hohlgläser aus dem chemisch sehr resistenten „Super Hagol“-Glas, welches dort auch geschmolzen wurde. Man produzierte auch doppelwandige Gefäße für die chemische Industrie, die durch das verspiegeln mit Silber oder Kupfer besonders gut gegen Hitze und Licht isoliert waren.
Nachdem Otto Lange das Unternehmen vor dem Ersten Weltkrieg übernommen hatte, übergab er es 1923 an seinen Schwiegersohn Bruno Röhl, der 1951 vom Ministerium für Staatssicherheit verhaftet und anschließend abgeurteilt und inhaftiert wurde. Seine Glashütte wurde daraufhin verstaatlicht, enteignet und in einen Volkseigenen Betrieb umgewandelt. Als Röhl in den 1950er-Jahren aus der Haft entlassen wurde, siedelte er nach Westdeutschland über, wo er 1968 verstarb. Das Urteil gegen ihn wurde 1992 aufgehoben und Röhl wurde rehabilitiert.
1938 arbeiteten in der Hütte etwa 250 Menschen, womit sie der mit Abstand größte Arbeitgeber am Grenzhammer war. Dort hatte die Firma auch Anschluss an den Bahnhof Grenzhammer der Ilmenau-Großbreitenbacher Eisenbahn, über den viele Erzeugnisse verladen wurden.
1954 wurde die Langshütte dem Glaswerk Ilmenau angegliedert, welches 1969 im Kombinat Technisches Glas aufging. 1968 wurde die Hütte dann stillgelegt.
Die Langshütte wurde später abgerissen; heute ist von ihr nichts mehr erhalten. Das ehemalige Werksgelände wurde in das Gewerbegebiet Langshüttenweg umgewandelt. Heute befinden sich hier eine Tankstelle, ein Möbelhaus und mehrere kleine Firmen.
Koordinaten: 50° 40′ 42″ N, 10° 56′ 23″ O